# Glenea dorsalis
Glenea dorsalis é uma espécie de escaravelho da família Cerambycidae. Foi descrita por Bernhard Schwarzer em 1930.